# Den vzniku Slovenské republiky
Den vzniku Slovenské republiky (slovensky Deň vzniku Slovenskej republiky) je státní svátek Slovenské republiky připadající na 1. leden (Nový rok). Vyhlášen byl v roce 1993 zákonem č. 241/1993 Z. z., účinným od 27. října 1993, tedy krátce po vzniku samostatného Slovenska 1. ledna 1993.
V Česku je 1. leden obdobným státním svátkem (Den obnovy samostatného českého státu) od roku 2000.

## Historie
Do konce roku 1992 existovala Česká a Slovenská Federativní Republika (ČSFR). Obě členské republiky, Česká i Slovenská, měly svou vlastní zákonodárnou národní radu a národní vládu. Centrálními federálními orgány byl prezident, federální vláda a Federální shromáždění. Toto uspořádání platilo do 31. prosince 1992, kdy právně i fakticky zaniklo Československo. Společný stát Čechů a Slováků existoval od 28. října 1918 celkem 68 let, s přerušením v letech 1939–1945. Dne 1. ledna 1993 vznikly ve střední Evropě dva nové samostatné státy – Česká republika a Slovenská republika.
Dohodli se o tom představitelé politických stran, vyšlých vítězně z parlamentních voleb v roce 1992, české ODS a slovenské HZDS, když nenašli oboustranně přijatelnou formu soužití obou zemí v jednom státě. Této skutečnosti předcházel maraton česko-slovenských jednání, nejprve o kompetencích, poté o státoprávním uspořádání a nakonec o rozdělení státu, k čemuž došlo přes to, že soudobé politické a ekonomické faktory nahrávaly naopak integraci, spojování do většího celku. V poslední čtvrtině roku 1992 byly projednány základní dokumenty o budoucí spolupráci samostatných republik: vytvoření celní unie mezi ČR a SR, smlouva o vzájemném zaměstnávání občanů a o sociálním zabezpečení, smlouva o dobrém sousedství, přátelských vztazích a spolupráci, zákon o dělení majetku federace a jeho převodu na republiky, dohoda o podpoře a vzájemné ochraně investic a řada dalších. Dne 25. listopadu 1992 na 5. společné schůzi Federálního shromáždění ČSFR byl přijat ústavní zákon o zániku ČSFR.
Bývalá Slovenská národní rada se přeměnila v Národní radu SR.
Rozpadem Československa nedošlo k destabilizaci poměrů ve střední Evropě. Nefungující federace se ústavní cestou pouze rozpadla ve dva samostatné státy, jejichž vztahy jsou korektní a přátelské. 